# 青木政尚
青木 政尚（あおき まさひさ、1895年（明治28年）1月28日 - 1987年（昭和62年）3月10日）は、大日本帝国陸軍軍人。最終階級は陸軍少将。功四級。

## 経歴
東京府出身。1915年（大正4年）5月、陸軍士官学校第27期卒業。
1940年（昭和15年）8月、陸軍歩兵大佐に進み、留守近衛師団司令部附を経て、1941年（昭和16年）11月、歩兵第140連隊長に補され、支那事変に出動し石門に駐屯。その後、師団の改編により第71師団隷下となり琿春に駐屯した。1945年（昭和20年）1月には第10方面軍に転用され、台南に展開したのち、同年4月、同方面軍隷下の独立混成第112旅団長に転補され、宜蘭での守備に就いた。同年6月、陸軍少将に進級し、間もなく終戦を迎えた。
1948年（昭和23年）1月31日、公職追放仮指定を受けた。
墓所は多磨霊園。